# Raza de bronce
Raza de bronce (1919), es una de las novelas más reconocidas del escritor Alcides Arguedas, que llegó a constituirse como la primera obra indigenista en el ambiente literario boliviano.
La obra fue elegida como una de las diez mejores novelas de Bolivia de todos los tiempos. Forma parte de las obras de la Biblioteca del Bicentenario de Bolivia.
Carlos Castañon Barrientos menciona que Raza de bronce es la hermana mayor de obras como El mundo es ancho y ajeno (1941) del escritor peruano Ciro Alegría y Huasipungo (1934) del escritor ecuatoriano Jorge Icaza, por tener la misma orientación y que fueron escritas años después.

## Contexto
Después de la llegada del liberalismo al gobierno de Bolivia en 1898 con el presidente José Manuel Pando, Arguedas mostró su decepción por la falta de cambios sociales y dedica muchos esfuerzos en esta consigna mediante su obra literaria y la política. En 1909 publica el ensayo Pueblo enfermo, que describe los males de Bolivia, pero es en 1904 cuando Arguedas publica en Barcelona el pequeño relato “Wata – Wara”, que llegaría a constituirse como la base para la novela Raza de bronce que publicaría en 1919, integrada por 15 capítulos, en los cuales describe las condiciones infrahumanas que vivía en esa época la población indígena en Bolivia.

## Argumento
La novela está estructurada en dos partes. La primera, titulada “El valle”, presenta los personajes principales y un viaje al valle. La segunda, “El yermo” se desarrolla en el altiplano boliviano con una descripción de la belleza de los paisajes como la agreste geografía de los mismos, con relatos de leyendas y costumbres aymaras.
La primera parte introduce la historia de amor de dos jóvenes indígenas de una comunidad aymara a orillas del lago Titicaca; Wata-Wara una pastora y Agiali que es pescador. Ellos se comprometen en matrimonio. Agiali le cuenta a su novia que debe realizar un largo viaje hacia el valle para comprar semillas para la hacienda del patrón llamado Pantoja y aprovechar de vender sus propios productos.
Agiali y otros tres colonos (Quilco, Manuno y Cachapa) realizan el viaje en condiciones inhumanas, cruzan ríos muy fríos, soportan lluvias, arriesgan sus vidas y la de sus animales, estos riesgos son parte de su vida habitual como colonos, tanto en los viajes como en su vida en la hacienda de los Pantoja. Durante el viaje, Manuno muere arrastrado por un río crecido durante “la Mazamorra” o una inundación.  
El propio Alcides Arguedas indicaba que su novela pinta la esclavitud absurda de los indios, su vida de dolor, de miseria y angustia bárbara.[cita requerida]

## Personajes principales
- Wata-Wara - una joven aymara hermosa y fuerte, esposa de Agiali.
- Agiali - un joven aymara alto, trabajador esposo de Wata-Wara.

## Personajes secundarios
- Troche - el administrador cholo. Es lascivo y grosero. Viola y embaraza a Wata-Wara.
- Pablo Pantoja - terrateniente, maltrata a sus colonos.
- Choquehuanka - un anciano sabio que incita a los hombres indígenas a atacar a los blancos al final de la novela.
- Suárez - una representación paródica de un poeta modernista. Idealiza y exotiza al mundo indígena.

## Publicación
Después de la publicación de la novela en 1919, se publica una edición revisada en España en 1924. Más tarde se publica la tercera y definitiva edición de Raza de bronce en 1945 en Editorial Losada. En esta última edición, Arguedas incluye una nota final que aclara sus ideas referente a la novela y el problema del indígena:
Los cuadros y las escenas aquí descriptos, tomados todos de la verídica realidad del ayer, difícilmente podrían reproducirse hoy día, salvo en detalles de pequeña importancia. Y es justo decirlo.
El crítico Rodolfo A. Borello describe cómo la nota final “acota la importancia que la novela pudo haber tenido en el cambio de actitud de los gobiernos bolivianos frente al indio”. Antonio Cornejo Polar escribe que la nota final de la edición de 1945 “convierte un texto de denuncia perfectamente actual en algo así como una novela histórica” y que “se repite la vieja idea de que la salvación del pueblo indígena está en manos de otros”.